# Рубков
Рубков (нім. Rubkow) — громада в Німеччині, розташована в землі Мекленбург-Передня Померанія. Входить до складу району Передня Померанія-Грайфсвальд. Складова частина об'єднання громад Цюссов.
Площа — 35,02 км2. Населення становить 614 ос. (станом на 31 грудня 2020).